# Chalepus pici
Chalepus pici is een keversoort uit de familie bladkevers (Chrysomelidae). De wetenschappelijke naam van de soort werd in 1959 gepubliceerd door Descarpentries & Villiers.